# Secadero solar
Un secadero solar o deshidratador es un dispositivo  que usa energía solar para secar sustancias, especialmente alimentos. 
Hay dos tipos generales de secadores solares: directos e indirectos.

## Directo
Los secaderos solares directos exponen la sustancia a ser deshidratada dirigida a la luz del sol.
Históricamente, la comida y la ropa se secaba usando tendederos, o poniendolas en rocas o encima de las tiendas. En Mongolia, el queso y la carne se secan todavía de forma tradicional usando la parte superior del ger (tienda) como secador solar.
En estos sistemas, el secado solar está asistido por el movimiento del aire (viento), que elimina el aire más saturado y lo aleja de los elementos que se están secando. Más recientemente, estantes de secado y tiendas solares con mayor complejidad fueron construidas como secadores solares.
Un tipo moderno de secador solar tiene una superficie negra de absorción que recoge la luz y la convierte en calor; el material que sería secado se coloca directamente en esta superficie. 
Estos secadores puede tener cerramientos, cubiertas de vidrio y/o ventilaciones para una mayor eficacia.

## Indirecto
En los secaderos solares indirectos, la superficie negra calienta el aire entrante, en vez de calentar directamente la sustancia a secar. Este aire calentado se pasa entonces sobre la sustancia a secar y sale hacia arriba,  a menudo a través de una chimenea, llevándose la humedad liberada de la sustancia con él.
Pueden ser muy simples, sólo un marco frío con tela negra, inclinado a un edificio de ladrillos aislados, con ventilación activa y un sistema de calefacción de reserva.  Uno de las ventajas del sistema indirecto es que  es más fácil de proteger la comida, u otra sustancia, de la contaminación, tanto por el viento, como por pájaros, insectos, o animales. También, el sol directo químicamente puede alterar algunas comidas haciéndolas menos apetitosas.